# Ода Нобухиде
Ода Нобухиде (1510-1551) био је јапански великаш и отац Оде Нобунаге, једног од ујединитеља Јапана у периоду Сенгоку (1467-1615).

## Биографија
Ода Нобухиде био је један од мањих великаша из провинције Овари (западни део данашње префектуре Аичи). Иако је титула војног гувернера (шуго-а) провинције Овари у току Сенгоку периода званично припадала старој аристократској породици Шиба (рођацима шогуна Ашикага), стварна власт била је у рукама њихових пређашњих вазала, подгувернера (шугодај-а) из породице Ода. Четири горња (северна) округа провинције била су под управом Ода из замка Ивакура, а четири доња (јужна) припадала су Одама из замка Кијосу.
Ода Нобухиде није припадао владајућој грани породице, већ је био вазал својих моћнијих рођака, Ода из Кијосу-а, и наследио је од оца (Ода Нобусада) мали феудални посед у југозападном Оварију, који је у низу похода проширио на рачун великаша из суседних провинција Микава (на истоку) и Мино (на северу). Имао је четири брата: Нобујасу-а, Нобумицу-а, Нобуцугу-а и Нобузане-а.

### Проширење поседа
У време када је Нобухиде око 1530. преузео породичне поседе, анархија Сенгоку периода била је на врхунцу: формални гувернер провинције Овари, Шиба Јошимуне, био је у стварности талац подгувернера јужног Оварија, Ода Нобутомо-а (Нобухидеовог моћнијег рођака и господара), у замку Кијосу, али је и власт подгувернера над њиховим вазалима била релативно слаба. Када му је отац препустио власт, Ода Нобухиде је почео да шири породичне поседе у јужном Оварију снагом оружја. Најпре је заузео луке Цушима и Атсута  на рекама Кисо и Хори (које се уливају у залив Изе) у јужном Оварију, које су доносиле значајан приход од поморске трговине. Затим је кренуо на исток и марта 1532. заузео замак Нагоја од гувернера провинције Суруга, Имагава Уђичика. 1534. подигао је замак Фуруватари две и по миље јужно да Нагоје. 1537. Нобухидеов млађи брат  Ода Нобујасу освојио је замак Инујама и постао његов господар.
Главни непријатељи Оварија у то време били су провинција Мино на северу и провинција Микава на истоку. Иза Микаве налазиле су се провинције Тотоми и Суруга, под влашћу моћне породице Имагава, старе аристократске породице у сродству са шогунима Ашикага, која је успела да сачува не само положај већ и стварну власт гувернера, за разлику од осиромашених Шиба у Оварију. Нобухидеово ширење поседа неминовно га је довело у сукоб са владајућим породицама ове три провинције: Саито из Мино-а, Матсудаира (касније Токугава) из Микаве и Имагава из Суруге. У јуну 1540. Нобухиде је напао и потукао породицу Матсудаира у бици код замка Анђо, који је освојио и предао свом ванбрачном сину Нобухиру. Две године касније (1542) потукао је Матсудаире и њихове сизерене из породице Имагава у првој бици код Азукизаке. Исте године препустио је замак Нагоја свом шестогодишњем сину Кипошију, како би на време научио вештину управљања под руководством четворице најискуснијих вазала, и прешао у замак Фуруватари, који је надзирао залив и луку Атсута, главни извор Нобухидеових прихода од трговине.

### Рат и савез са Саито Досаном
У септембру 1547. Нобухиде се осетио довољно јаким да нападне свог северног суседа, провинцију Мино, којом је владао озлоглашени узурпатор Саито Досан, бивши монах и трговац уљем, који је 1544. успео да збаци и протера бившег гувернера Токи Јоринарија. Јоринари је затражио помоћ од Оде Нобухиде-а и породице Асакура, подгувернера провинције Ечизен (као и оде, бившим вазалима гувернера Шиба). Токи, Нобухиде и Асакура упали су у Мино и напали замак Инабајама, Досанову престоницу, али их је Саито Досан, познат под надимком Отровница из Мина, спремно дочекао и страховито потукао. Била је то прва битка младог Кипошија, који је те године навршио тринаести рођендан и добио име Ода Сабуро Нобунага. Нобухиде је изгубио више хиљада људи, као и млађег брата Нобујасу-а и више водећих вазала. У Нобухидеовом одсуству, Шиба Јошимуне (гувернер) и Ода Нобутомо (подгувернер јужног Оварија) напали су његову престоницу, замак Фуруватари, и спалили предграђе. Чланови старије гране породице Ода из Кијосуа одлучили су да зауставе даље ширење свог млађег рођака Нобухиде-а. Био је то почетак отвореног грађанског рата унутар клана Ода у самом Оварију. Да би добио на времену, Нобухиде је склопио мир Досаном, тако што је оженио свог наследника, Нобунагу, са Досановом ћерком, Кичо. Брак је уз добру вољу обе стране склопљен 1549, а повезивање Нобухидеове породице са моћним владаром Миноа привремено је застрашило његове противнике у самом Оварију. Исте године Нобухиде се преселио у нови замак Суемори, три миље југоисточно од Нагоје. Ту је и умро 1551. након изненадне тешке болести, у 41. години.

### Породица
Нобухидеова супруга Цучида Гозен родила му је два законита сина, Нобунагу (јуна 1534. у Нагоји, у детињству званог Кипоши) и Нобујукија (1536, у детињству званог Канђуро), а од раније је имао ванбрачног сина Нобухира (са конкубином).